# 顺世论
順世論（Lokāyatika），亦作順世派，7世紀後被稱為遮盧婆迦（Cārvāka），是六師外道之一。順世論是一種唯物論思想，是當時的一種享樂主義思想。

## 簡介
順世論是反對婆羅門種姓制思潮中有力的一支力量，以其尖銳的諷刺鞭笞了祭祀行為和等級制度。
順世論被認為是沙門思潮的重要代表，樸素的經驗唯物主義流派，阿耆多翅舍欽婆羅是其先驅，主要思想如下：
1. 反對神創論，主張四大元素独立存在為世界萬物的物質基礎，從而否定梵天等天神創世論。
2. 主張無神論，認為肉體存在，才存在靈魂，靈魂就是意識，人的意識是由四大和合而生；人死後四大分散，靈魂湮滅，否認轉生、輪迴、業報。
3. 主張經驗主義，人唯一可信任的是自己的認識，感覺經驗，主張積極樂觀的入世，反對苦行、禁欲和虛偽的道德。
4. 反對祭祀，世界萬物自然產生、自然消亡，不存在萬能的造物主或天神。反對婆羅門的祭祀行為，反對種姓制度。

## 佛教記載
順世論主張四大種外無別有物，有現世，但沒有前世、後世，眾生從現在世的眾緣而產生。人死後，四大種和合之身分離，四大種各歸其界。具如《大乘廣百論釋論》記載：
|  | 順世外道作如是言：諸法及我，大種為性，四大種外，無別有物，即四大種和合為我，及身心等，內外諸法。現世是有，前後世無，有情數法，如浮泡等，皆從現在眾緣而生，非前世來，不往後世。身根和合，安立差別為緣，發起男女等心，受用所依與我和合，令我體有男等相現，緣此我境，復起我見，謂：我是男、女及非二。 |

## 外部連結
- Lokāyata/Cārvāka – Indian Materialism (Internet Encyclopedia of Philosophy) （页面存档备份，存于）
- Cārvāka, the first Chapter of The Sarva-darsana-sangraha of Madhavacharya
- "Ancient Indian Wisdom" by Dr. Ramendra published in International Humanist News
- "On Lokayat" in Some Reflections on Ethics by Dr. Ramendra
- Materialism in India: A Synoptic View （页面存档备份，存于） Ramakrishna Bhattacharya